# 美味情書
《美味情書》（英語：The Lunchbox）是一部2013年印度電影。由賴舒·彼查導演，伊凡·卡漢、納華薩甸·薛迪奇、妮姆拉·卡爾主演。

## 劇情
有一天，少婦伊娜 (Ila)為丈夫精心製作的飯盒，被達巴瓦拉誤送到快將退休的鰥夫公務員山俊 (Saajan)桌面上。伊娜發現自己的飯盒被別人吃光了，便開始跟山俊以字條形式展開對話。透過與伊娜的對話和與新員工沙奇 (Shakih)的熱情，山俊慢慢再次與人建立起關係。

## 演員
- 伊凡·卡漢 飾 山俊費蘭迪 (Saajan Fernandez）（粵語配音：何偉誠）
- 妮姆拉·卡爾（Nimrat Kaur）飾 伊娜（Ila）（粵語配音：黃紫藍）
- 納華薩甸·薛迪奇（Nawazuddin Siddiqui）飾 沙奇（Shakih）（粵語配音：鄧燦陽）
- Denzil Smith 飾 Mr. Shroff
- Bharati Achrekar 飾 阿姨，Mrs. Deshpande（粵語配音：曾慶珏）
- Nakul Vaid 飾 華哲（Rajiv），伊娜的丈夫（粵語配音：梁羲文）
- Lillete Dubey 飾 伊娜的母親

## 獎項

### 第56届亚太影展
| 獎項               | 提名人          | 結果 |
| ------------------ | --------------- | ---- |
| 最佳编剧           | 赖舒·彼查       | 獲獎 |
| 最佳男配角         | 納華薩甸·薛迪奇 | 獲獎 |
| 亞太電影特別成就獎 | 伊凡·卡漢       | 獲獎 |
| 最佳電影           | 《美味情書》    | 提名 |
| 最佳導演           | 赖舒·彼查       | 提名 |
| 最佳男主角         | 伊凡·卡漢       | 提名 |
| 最佳女主角         | 妮姆拉·卡爾     | 提名 |

### 第八届亞洲電影大獎
| 獎項       | 提名人       | 結果 |
| ---------- | ------------ | ---- |
| 最佳電影   | 《美味情書》 | 提名 |
| 最佳男主角 | 伊凡·卡漢    | 獲獎 |

## 評價
爛番茄網站總結42篇影評，39篇讚好，評分93分。
文匯報的伍麗微說：「《美味情書》平近寫實，鏡頭很乾淨，內容涵意豐富，電影中的三個角色，女主角伊娜、男主角費蘭迪、新同事沙奇，都有自己的過去與生活態度，三人碰撞出的火花影響彼此，也改變了他們的心態，為平淡無奇的生活，注入一點熱情。」
香港Cosmopolitan的急急子說：「他們的書信充滿生活氣息，一封接一封，節奏剛好。」
頭條日報的祁佳仕說：「全片最有哲理的對白：『有時上錯火車反而去對車站。』觀影過後，餘韻猶在，很能勾起深思細想。」
AM730的于川原說：「印度電影並不是只有熱鬧繽紛的載歌載舞，《美味情書》的詩意令人有窩心的驚喜。」

## 外部連結
- 官方網站
- 《美味情書》的Bollywood Hungama頁面
- 開眼電影網上《美味情書》的資料（繁體中文）
- 豆瓣电影上《美味情書》的資料 （简体中文）
- 时光网上《美味情書》的資料（简体中文）
- AllMovie上《美味情書》的资料（英文）
- 爛番茄上《美味情書》的資料（英文）
- Box Office Mojo上《美味情書》的資料（英文）
- TCM电影资料库上《美味情書》的资料（英文）
- Metacritic上《美味情書》的資料（英文）
- 互联网电影数据库（IMDb）上《美味情書》的资料（英文）
- 《美味情書》的電影評價